# Эль-Хамра (Сирия)
Эль-Хамра (араб. الحمراء‎) — деревня на западе Сирии, расположенный на территории мухафазы Хама. Входит в состав района Хама. Является центром одноимённой нахии.

## Географическое положение
Деревня находится в северной части мухафазы, на высоте 508 метров над уровнем моря.

Эль-Хамра расположена на расстоянии приблизительно 30 километров к северо-востоку от Хамы, административного центра провинции и на расстоянии 206 километров к северо-северо-востоку (NNE) от Дамаска, столицы страны.

## Население
По данным официальной переписи 2004 года численность населения деревни составляла 1783 человека (921 мужчина и 862 женщины). Насчитывалось 258 домохозяйств.

## Транспорт
Ближайший гражданский аэропорт — Международный аэропорт Алеппо.